# Irina Gouliaïeva
Irina Gouliaïeva (en russe : Ирина Гуляева) est une fondeuse et biathlète handisport russe, née le 17 mai 1984.
Elle participe sous la bannière neutre lors des Jeux de 2018 à PyeongChang.

## Palmarès

### Ski de fond
| Épreuve / Édition   | relais open | 1 km (assises) | 5 km (assises) | 12 km (assises) |
| ------------------- | ----------- | -------------- | -------------- | --------------- |
| JP 2018 Pyeongchang | 6e          |                | 5e             | 6e              |

### Biathlon
| Épreuve / Édition   | 6 km (assises) | 10 km (assises) | 12,5 km (assises) |
| ------------------- | -------------- | --------------- | ----------------- |
| JP 2018 Pyeongchang | 4e             | Bronze          | 4e                |